# Dobi-kormány
A Dobi-kormány volt az 1946-49 közötti Magyar Köztársaság utolsó, egyben a Magyar Népköztársaság első kormánya 1948. december 10. és 1952. augusztus 14. között, vezetője Dobi István volt. Működése alatt szilárdult meg a kommunista hatalomgyakorlás és kiépült az 1953-ig sztálinista vonalat követő diktatúra. 1949-ben a Magyar Népköztársaság alkotmányának megalkotásával a miniszterelnöki tisztséget a minisztertanács elnöki tiszte váltotta fel, a köztársasági elnök helyébe pedig a Magyar Népköztársaság Elnöki Tanácsa lépett, mely úgynevezett „kollektív” államfő volt, tehát mint testület gyakorolta az államfői jogokat.
1952. augusztus 14-én Dobi Istvánt felmentették a minisztertanács elnöki tisztségéből, mivel egyúttal a Magyar Népköztársaság Elnöki Tanácsa elnökévé választották.

## Összetételének változásai
A Dobi-kormánynak megalakulásakor 14 tagja volt, ami megszűnéséig majdnem a duplájára, 26-ra nőtt, összesen 36 tagja volt működése alatt. A kormánynak Dobi István miniszterelnökön kívül csupán a helyettese, Rákosi Mátyás és Farkas Mihály honvédelmi miniszter volt a tagja mindvégig változatlan tisztségben. Mindvégig tagja volt még a kormánynak, de változó tárcák élén Gerő Ernő (pénzügy- majd államminiszter, ideiglenesen közlekedésügyi és külkereskedelmi is) és a volt parasztpárti politikusok, Darvas József (építés- majd közoktatásügy) és Erdei Ferenc (államminiszter majd földművelésügy).
Megalakulásakor tagjai között kilenc MDP-tag szerepelt, akik közül heten a kommunista, ketten pedig a szociáldemokrata párt tagjai voltak az egyesülés előtt. A többi öt tagból három kisgazda volt, közéjük tartozott a miniszterelnök is, ketten pedig a Nemzeti Parasztpártot képviselték.
Dobi István megbízatásának megszűnésekor már csak az MDP működött, a többi párt nem. A kormány akkori 26 tagja közül ketten-ketten voltak egykori kisgazdák és parasztpártiak (Dobi és Bognár József, illetve Darvas és Erdei), a többiek pedig valamennyien MDP-tagok, méghozzá kommunisták voltak, az egykori szociáldemokrata politikusokból egy sem volt már a kormány tagja.
Mivel működése a Rákosi-diktatúra kiépülésével és megszilárdulásával esett egybe, a Dobi-kormány tagjai közül sokakkal szemben indult koncepciós eljárás. Elsőként Rajk Lászlót tartóztatták le 1949. május 30-án, az ő pere halálos ítélettel végződött, kivégzésére október 15-én került sor. Marosán Györgyöt és Ries Istvánt a volt szociáldemokraták elleni per előkészítéseként 1950. július 7-én tartóztatták le, Kállai Gyulát pedig a "hazai" kommunista vezetők egy része elleni eljárás részeként – azután, hogy Zöld Sándor belügyminiszter Rákosi kritikájának hatására kiirtotta saját családját és öngyilkos lett – 1951. április 20-án. Ugyanaznap letartóztatták Kádár Jánost is, aki korábban szintén tagja volt a Dobi-kormánynak.

### Megalakulása (1948. december 11.)
A miniszterelnök-váltáshoz közvetlenül az az esemény vezetett, hogy Nyárádi Miklós kisgazdapárti pénzügyminiszter nem tért haza hivatalos külföldi útjáról (disszidált), ráadásul Bán Antal év eleji távozása után ez már a második ilyen eset volt a kormányban, és az MDP vezetése mindezért személyesen párttársát, Dinnyés Lajos miniszterelnököt tette felelőssé.
A Dobi-kormány megalakulásával csak három poszton történt változás a megelőző Dinnyés-kormányhoz képest. Nyárádi helyét a pénzügy élén Gerő Ernő (MDP) közlekedésügyi miniszteri posztjának megtartása mellett töltötte be ideiglenesen, Dinnyés Lajos miniszterelnök helyét a szintén kisgazdapárti, az új politikai rendszerhez azonban nála is lojálisabb Dobi István földművelésügyi miniszter vette át, Dobi helyére pedig párttársa, Csala István került. Így a kormánynak megalakulásakor eggyel kevesebb, tehát 14 tagja volt, mint elődjének.
A pénzügyminisztérium vezetésének átmeneti helyzetét 1949. február 18-án úgy oldották meg, hogy Gerőt véglegesen kinevezték pénzügyminiszterré, utóda a közlekedésügyi miniszteri poszton pedig Bebrits Lajos (MDP, korábban MKP) lett, aki 1945 vége óta a minisztérium adminisztratív államtitkára volt. Ezzel a kormány létszáma 15 fő lett.
Dinnyés a következő évekre kikerült ugyan a politika sűrűjéből, de országgyűlési képviselő maradt 1961-ben bekövetkezett haláláig és különböző szakmai vezető posztokat töltött be: először az Egyesített Mezőgazdasági Kísérleti Intézetek elnöke lett. A Kádár-rendszerben, 1958-tól haláláig az Országgyűlés alelnöke is volt.

### Kormányátalakítás az 1949-es országgyűlési választás után (június 11.)
A Dobi-kormány első átalakítására az 1949. május 15-én megtartott országgyűlési választást követően, június 11-én került sor.
Rajk László külügyminisztert, akit a május 15-én tartott országgyűlési választáson ismét képviselővé is megválasztottak, 1949. május 30-án titokban letartóztatták. Az ellene tervezett koncepciós per előkészítése miatt azonban e tényt nem hozták nyilvánosságra és formálisan külügyminiszter maradt a júniusi átfogó kormányátalakításig.
Június 11-ével több minisztérium átszervezésére illetve névváltoztatására került sor. Az iparügyi minisztériumot könnyűipari és nehézipari, a kereskedelem- és szövetkezetügyit belkereskedelmi és külkereskedelmi minisztériumokra osztották, a vallás-és közoktatásügyi minisztériumból pedig ügykörének egy részét kiemelve önálló népművelési minisztériumot hoztak létre. Ezzel a minisztériumok száma hárommal nőtt. Emellett az építés- és közmunkaügyi minisztérium neve építésügyire változott, a közlekedésügyié pedig közlekedés- és postaügyire. A kormány tagjai között továbbra is egy miniszterelnökhelyettes-államminiszter és egy államminiszter szerepelt, új összetételében tehát 15 helyett 18 tagú lett.
Változatlan vagy szűkebb feladattal, esetleg minisztériuma elnevezésének módosításával maradt a kormány tagja Dobi István miniszterelnök, Rákosi Mátyás miniszterelnökhelyettes-államminiszter, továbbá Farkas Mihály honvédelmi, Kádár János belügy-, Ortutay Gyula vallás- és közoktatásügyi és Ries István igazságügy-, valamint Bebrits Lajos közlekedés- és postaügyi (korábban közlekedésügyi), Darvas József építésügyi (korábban építés- és közmunkaügyi) és Rónai Sándor külkereskedelmi (korábban kereskedelem- és szövetkezetügyi) miniszter.
Továbbra is a kormány tagja maradt, de új tárcát kapott Gerő Ernő (pénzügyminiszter helyett államminiszter és a Népgazdasági Tanács elnöke), Erdei Ferenc (államminiszter helyett földművelésügyi miniszter) és Kossa István (iparügyi helyett pénzügyminiszter)
Új tagként került a kormányba Bognár József belkereskedelmi, Kállai Gyula külügy-, Marosán György könnyűipari, Ratkó Anna népjóléti, Révai József népművelési és Zsofinyecz Mihály nehézipari miniszter. Miniszteri kinevezésüket megelőzően Bognár kisgazda színekben, de lényegében az MDP döntése alapján Budapest polgármestere volt, Kállai az MDP pártközpont kultúrpolitikai osztályvezetője, Marosán a kommunistákkal együttműködő volt szociáldemokrataként az egyesült párt főtitkárhelyettese, Ratkó pedig a Textilipari Dolgozók Szakszervezetének főtitkára, a szaktanács alelnöke volt. Révai miniszteri kinevezéséig a párt legszűkebb vezetésének egyetlen kormányon kívüli tagja volt, több pozíciót is betöltött egyszerre, Zsofinyecz pedig egy ipari nagyvállalat munkásból lett vezérigazgatója volt.
A kormányból hárman kerültek ki: a május 30-a óta letartóztatásban lévő Rajk László külügy-, a június 8-án az Országgyűlés elnökévé választott Olt Károly népjóléti, továbbá Csala István földművelésügyi miniszter, aki a későbbiekben szövetkezeti vezető posztokat töltött be és 1953-ig maradt országgyűlési képviselő.
A tagok eredeti pártállását tekintve mind a távozó, mind az új kormánytagok közül egy-egy volt kisgazda (Csala István illetve Bognár József), a többiek valamennyien az MDP tagjai voltak.

### A népköztársasági alkotmány következményei (1949. augusztus–szeptember)
Az új országgyűlés 1949. augusztus 18-án alkotmányt fogadott el, ami szeptember 5-én lépett hatályba. Ennek következtében Magyarország államformája népköztársaság lett és az állami szervek rendszerét jórészt szovjet mintára átalakították. A kormányt és tagjait ez többek között annyiban érintette, hogy a kormány illetve a miniszterelnöki és a miniszterelnökhelyettes-államminiszteri tisztség elnevezése minisztertanács illetve a minisztertanács elnöke és elnökhelyettese lett.
A minisztertanács tagjait a korábbiaktól eltérően nem a köztársasági elnök (e tisztség meg is szűnt) nevezte ki és mentette fel, hanem az országgyűlés választotta meg és hívta vissza vagy mentette fel őket. E hatáskörében az országgyűlést annak ülései között egy újonnan létrehozott kollektív államfői testület, a 21 tagú Elnöki Tanács korlátozás nélkül helyettesíthette, csupán döntéseinek utólagos bemutatására volt kötelezve a parlament következő ülésén.
További változás volt, hogy a minisztériumok felsorolását az alkotmányban (a 24. §-ban) rögzítették, ennek következtében a minisztériumok minden átszervezése alkotmánymódosítást igényelt. Különös módon ez a jogi helyzet éppen abban a néhány évben (1949-57 között) állt fenn, amikor a leggyakoribb és legnagyobb léptékű átszervezések történtek a kormányzati igazgatás szervezeti rendjében. Az Elnöki Tanácsnak (NET) az Országgyűlést helyettesítő általános hatásköre alól egyetlen kivétel volt, az alkotmánymódosítás. Ennek ellenére már a Dobi-kormány alatt általánossá vált, hogy az átszervezésekről törvényerejű rendeletben intézkedett a NET, és a parlament csupán a következő ülésén, ennek utólagos bemutatásakor vezette át a változást az alkotmányban. Ennek a furcsa eljárási rendnek a következménye volt az, hogy az 1952. január 5-én törvényerejű rendelettel létrehozott Állami Mező- és Erdőgazdaságok Minisztériumának neve június 16-ától Az Állami Gazdaságok és Erdők Minisztériuma lett, mivel az Országgyűlés ez utóbbi névvel fogadta el az alkotmányt módosító törvényt.
Az alkotmány elfogadása és hatályba lépése közvetlenül nem járt személyi változással, a korábbi kormány változatlan összetételben folytatta munkáját minisztertanácsként.

### Minisztercserék 1950 júniusáig
1950. február 25-én Ortutay Gyulát felmentették a Vallás- és Közoktatásügyi Minisztérium éléről, kárpótlásul a Múzeumok és Műemlékek Országos Központjának elnöke lett. Helyére Darvas József építésügyi miniszter került, neki pedig Sándor László lett az utóda. Sándor eredeti foglalkozása kőművessegéd volt, és miniszterré választása előtt Hajdú-Bihar megye, korábban pedig a határőrség párttitkára volt. Ugyanekkor távozott a kormányból a részlegesen kegyvesztetté vált Kossa István pénzügyminiszter, akit az Országos Munkaügyi Bizottság elnöki posztjára száműztek, helyét a kormányba visszatérő Olt Károly vette át, aki egy évvel korábban távozott a népjóléti tárca éléről, a köztes időben pedig előbb az Országgyűlés elnöke, majd az Elnöki Tanács titkára volt.
Rónai Sándor külkereskedelmi minisztert 1950. május 8-án az Elnöki Tanács elnökévé választották, ezért a minisztériumot másnaptól május 30-áig ideiglenesen Gerő Ernő irányította, megtartva államminiszteri tisztségét is, ezután az új külkereskedelmi miniszter Szobek András, az addigi moszkvai nagykövet lett.
Kádár János belügyminisztert június 23-án felmentették, mivel májusban az MDP Központi Vezetőségének párt- és tömegszervezetek osztálya vezetőjévé nevezték ki, utóda a mindössze 37 éves Zöld Sándor, a minisztérium adminisztratív államtitkára lett.

### A volt szociáldemokraták eltávolítása a kormányból (1950. július–augusztus)
Július 7-én a volt szociáldemokrata Ries István igazságügy-minisztert és Marosán György könnyűipari minisztert letartóztatták az egykori szociáldemokrata vezetők elleni koncepciós per előkészítéseként, de ezt ‑ a már kialakult szokás szerint ‑ hetekig titokban tartották. Ries felmentésére és utódának megválasztására július 17-én, Marosánéra csak augusztus 4-én került sor. Ries helyére Molnár Erik került, aki a két háború közötti illegális kommunista mozgalom kiemelkedő értelmiségi alakja, ügyvéd, történész és filozófus volt, 1944-48 között népjóléti, tájékoztatásügyi majd külügyminiszter, 1948-49-ben moszkvai nagykövet, 1949-50-ben pedig egyetemi tanár. Marosán utóda a 32 éves mérnök, Kiss Árpád lett, aki csupán ebben az évben lett a minisztérium műszaki főosztályvezetője, előtte a Ganz Villamossági Gyárban dolgozott.

### Új minisztériumok szervezése 1950. december 16-án
1950. december 16-án a korábbi 15-ről 17-re nőtt a minisztériumok száma. Egyrészt a Nehézipari Minisztérium kettéválasztásával létrejött a Bánya- és Energiaügyi, valamint a Kohó- és Gépipari Minisztérium, másrészt Élelmezési Minisztériumot hoztak létre, melyhez a Belkereskedelmi Minisztériumtól a begyűjtéssel kapcsolatos, a Könnyűipari Minisztériumtól pedig az élelmiszeriparral kapcsolatos feladatokat rendelték. Bánya-és energiaügyi miniszterré Czottner Sándort, a nehézipari minisztérium addigi politikai államtitkárát választották meg, az élelmezési miniszter Nagy Imre lett, aki 1949-es politikai száműzése után önkritikát gyakorolt, így visszatérhetett a gödöllői agráregyetem éléről a politika csúcsaira. Zsofinyecz Mihály addigi nehézipari miniszter a Kohó- és Gépipari Minisztériumot vezette tovább, az egyidejűleg Egészségügyi Minisztériumra átnevezett Népjóléti Minisztérium vezetője pedig továbbra is Ratkó Anna maradt.

### Támadás a "hazai" kommunista vezetők ellen (1951. április)
Április 19-én a Politikai Bizottság ülésén, melynek Zöld Sándor belügyminiszter is tagja volt, Rákosi keményen bírálta őt a minisztérium munkája miatt és elítélte baráti kapcsolata miatt több, akkor már letartóztatott egykori illegális kommunista vezetővel. Zöld Sándort és családját aznap éjszaka szörnyű körülmények között holtan találták lakásukban, a hivatalos verzió szerint lemészárolta feleségét és gyermekeit, majd öngyilkos lett. Ez meggyorsította a "hazai" kommunisták elleni koncepciós per előkészítését: Rákosi nem akarta, hogy a vezetésben bizonytalanság alakuljon ki a megrendítő esemény miatt, ezért gyorsan cselekedett. Április 20-án Házi Árpád, az Elnöki Tanács tagja, az Állami Ellenőrzési Központ elnöke lett a belügyminiszter (őt a kapkodás miatt az ÁEK elnöki tisztségéből csak május 4-én mentették fel), és még aznap letartóztatták Kállai Gyula külügyminisztert. (Szintén letartóztatták Kádár János volt belügyminisztert, a KV osztályvezetőjét is.) A forgatókönyv ismét a szokásos volt: a letartóztatásokat hetekig titkolták, Kállait csak május 12-én mentették fel, utódja Kiss Károly, az Elnöki Tanács helyettes elnöke lett.

### További változások a kormányban 1951-ben
Május 19-én a Vallás- és Közoktatásügyi Minisztérium neve Közoktatásügyi Minisztériumra változott, mivel május 8-án önálló kormányszervként létrehozták az Állami Egyházügyi Hivatalt. A miniszter Darvas József maradt, az új hivatal vezetője pedig Kossa István, korábbi pénzügyminiszter lett.
Október 6-án felmentették Sándor Lászlót, az új építésügyi miniszter Szíjártó Lajos lett, aki addig a miniszter első helyettese volt (ezt a tisztséget 1951. január 27-étől vezették be az addigi államtitkári rang helyett). Szíjártót a tanácsköztársaság idején vállalt szerepe miatt Magyarországon 12 év fegyházra ítélték, majd 1922-ben fogolycserével került a Szovjetunióba, ahol mérnöki diplomát szerzett és csak 1948-ban tért haza, hogy az építésügyi minisztériumban töltsön be különböző állásokat.

### Újabb minisztériumok szervezése 1952. január 5-én
1952. január 5-én a minisztériumok száma 17-ről 23-ra nőtt hat minisztérium kettéosztásával. Az Építésügyi Minisztériumból kivált az Építőanyag-ipari, a Földművelésügyiből Az Állami Mező- és Erdőgazdaságok Minisztériuma (ennek neve június 16-ától az Állami Gazdaságok és Erdők Minisztériuma lett), a Kohó- és Gépipariból a Középgépipari (a középgépipar szovjet mintára a hadiipar fedőneve volt), a Könnyűipariból pedig A Helyi Ipar Minisztériuma. A Közlekedés- és Postaügyi Minisztérium kettévált Közlekedésügyire és Postaügyire, az Élelmezési Minisztérium pedig Élelmiszeriparira és Begyűjtésire.
Az Építésügyi, a Földművelésügyi és a Könnyűipari Minisztériumot a korábbi miniszterek vezették tovább: Szíjártó Lajos, Erdei Ferenc és Kiss Árpád. Az építőanyag-ipari miniszter Apró Antal, a SZOT főtitkára, az Elnöki Tanács tagja lett, az állami mező- és erdőgazdaságok minisztere a 30 éves Hegedüs András földművelésügyi miniszterhelyettes, korábban a MADISZ országos titkára, a helyi ipar minisztere pedig Szabó János belügyminiszter-helyettes lett, aki 1926-tól 1950-ig a Szovjetunióban élt. A Kohó- és Gépipari Minisztériumot addig vezető Zsofinyecz Mihály középgépipari miniszter lett, az ő helyét Kossa István, az Állami Egyházügyi Hivatal elnöke, korábbi iparügyi, majd pénzügyminiszter vette át. A Közlekedésügyi Minisztériumot az addigi közlekedés- és postaügyi miniszter, Bebrits Lajos vezette, a Postaügyit pedig Katona Antal közlekedés- és postaügyi miniszterhelyettes, aki azelőtt a Magyar Posta vezérigazgatója is volt. Nagy Imre addigi élelmezési miniszter a Begyűjtési Minisztériumot vezette tovább, az élelmiszeripari miniszter pedig Altomáré Iván belkereskedelmi minisztériumi csoportfőnök lett, aki 1916-os hadifogságba esésétől 1948-as hazatéréséig Oroszországban, illetve a Szovjetunióban élt.

## A kormány tagjainak listája
A kormánytagok felsorolásánál az eredeti pártállásuk szerepel. Mivel a korábbi partnerpártok, az FKGP és az NPP működése a Dobi-kormány hivatali ideje alatt megszűnt, ezért a kezdetben még formálisan koalíciós kormány végül már kizárólag MDP-tag és pártonkívüli miniszterekből állt.
A Magyar Népköztársaság Alkotmányának hatályba lépését követően 1949. szeptember 5-étől a kormány elnevezése Minisztertanács lett, ezzel összhangban a miniszterelnök és a miniszterelnökhelyettes-államminiszter tisztségének elnevezése pedig a Minisztertanács elnöke illetve elnökhelyettese lett.
A Dobi-kormány működése alatt a minisztériumok száma majdnem a duplájára, tizenkettőről huszonháromra nőtt. A későbbi átszervezések során létrejött minisztériumok az után a minisztérium után következnek, amelyből alakultak, mellettük zárójelben a létrehozásuk (és néhol a megszűnésük, amennyiben a Dobi-kormány ideje alatt történt) dátumával.
| Név | hivatal kezdete                         | hivatal vége                            | párt                                    | megjegyzés                                                                             |
| Miniszterelnök (1949. szeptember 5-éig) | Miniszterelnök (1949. szeptember 5-éig) | Miniszterelnök (1949. szeptember 5-éig) | Miniszterelnök (1949. szeptember 5-éig) | Miniszterelnök (1949. szeptember 5-éig)                                                |
| --- | --------------------------------------- | --------------------------------------- | --------------------------------------- | -------------------------------------------------------------------------------------- |
| Dobi István | 1948. december 10.                      | 1949. szeptember 5.                     | FKGP                                    | Magyarország államformája 1949. szeptember 5-én népköztársaság lett                    |
| A minisztertanács elnöke (1949. szeptember 5-étől)                                                                                          |                                         |                                         |                                         |                                                                                        |
| Dobi István | 1949. szeptember 5.                     | 1952. augusztus 14.                     | FKGP/pártonkívüli                       | pártja időközben megszűnt, az MDP-be nem lépett be                                     |
| Miniszterelnökhelyettes-államminiszter (1949. szeptember 5-éig)                                                                             |                                         |                                         |                                         |                                                                                        |
| Rákosi Mátyás |                                         | 1949. szeptember 5.                     | MDP                                     |                                                                                        |
| A Minisztertanács elnökhelyettese (1949. szeptember 5-étől)                                                                                 |                                         |                                         |                                         |                                                                                        |
| Rákosi Mátyás | 1949. szeptember 5.                     | 1952. augusztus 14.                     | MDP                                     |                                                                                        |
| Államminiszter |                                         |                                         |                                         |                                                                                        |
| Erdei Ferenc |                                         | 1949. június 11.                        | NPP                                     |                                                                                        |
| Gerő Ernő | 1949. június 11.                        |                                         | MDP                                     |                                                                                        |
| Belügyminiszter |                                         |                                         |                                         |                                                                                        |
| Kádár János |                                         | 1950. június 23.                        | MDP                                     |                                                                                        |
| Zöld Sándor | 1950. június 23.                        | 1951. április 20.                       | MDP                                     | 19-én éjjel lemészárolta családját, majd öngyilkos lett                                |
| Házi Árpád | 1951. április 20.                       |                                         | MDP                                     |                                                                                        |
| Építés- és közmunkaügyi miniszter (1949. június 11-éig, kettéválasztották)                                                                  |                                         |                                         |                                         |                                                                                        |
| Darvas József |                                         | 1949. június 11.                        | NPP                                     |                                                                                        |
| Építésügyi miniszter (1949. június 11-étől)                                                                                                 |                                         |                                         |                                         |                                                                                        |
| Darvas József | 1949. június 11.                        | 1950. február 25.                       | NPP/pártonkívüli                        | pártja időközben megszűnt                                                              |
| Sándor László | 1950. február 25.                       | 1951. október 6.                        | MDP                                     |                                                                                        |
| Szíjártó Lajos | 1951. október 6.                        |                                         | MDP                                     |                                                                                        |
| Építőanyagipari miniszter (1952. január 5-étől)                                                                                             |                                         |                                         |                                         |                                                                                        |
| Apró Antal | 1952. január 5.                         |                                         | MDP                                     |                                                                                        |
| Földművelésügyi miniszter |                                         |                                         |                                         |                                                                                        |
| Csala István | 1948. december 10.                      | 1949. június 11.                        | FKGP                                    |                                                                                        |
| Erdei Ferenc | 1949. június 11.                        |                                         | NPP/pártonkívüli                        | pártja időközben megszűnt                                                              |
| Az állami mező- és erdőgazdaságok minisztere (1952. január 5. – június 16.) Az állami gazdaságok és erdők minisztere (1952. június 16-ától) |                                         |                                         |                                         |                                                                                        |
| Hegedüs András | 1952. január 5.                         |                                         | MDP                                     |                                                                                        |
| Honvédelmi miniszter |                                         |                                         |                                         |                                                                                        |
| Farkas Mihály |                                         |                                         | MDP                                     |                                                                                        |
| Igazságügy-miniszter |                                         |                                         |                                         |                                                                                        |
| Ries István |                                         | 1950. július 17.                        | MDP                                     | leváltása előtt 10 nappal koholt vádak alapján letartóztatták                          |
| Molnár Erik | 1950. július 17.                        |                                         | MDP                                     |                                                                                        |
| Iparügyi miniszter (1949. június 11-éig, kettéválasztották)                                                                                 |                                         |                                         |                                         |                                                                                        |
| Kossa István |                                         | 1949. június 11.                        | MDP                                     |                                                                                        |
| Nehézipari miniszter (1949. június 11. – 1950. december 16., kettéválasztották)                                                             |                                         |                                         |                                         |                                                                                        |
| Zsofinyecz Mihály | 1949. június 11.                        | 1950. december 16.                      | MDP                                     |                                                                                        |
| Kohó- és gépipari miniszter (1950. december 16-ától)                                                                                        |                                         |                                         |                                         |                                                                                        |
| Zsofinyecz Mihály | 1950. december 16.                      | 1952. január 5.                         | MDP                                     |                                                                                        |
| Kossa István | 1952. január 5.                         |                                         | MDP                                     |                                                                                        |
| Középgépipari miniszter (1952. január 5-étől)                                                                                               |                                         |                                         |                                         |                                                                                        |
| Zsofinyecz Mihály | 1952. január 5.                         |                                         | MDP                                     |                                                                                        |
| Bánya- és energiaügyi miniszter (1950. december 16-ától)                                                                                    |                                         |                                         |                                         |                                                                                        |
| Czottner Sándor | 1950. december 16.                      |                                         | MDP                                     |                                                                                        |
| Könnyűipari miniszter (1949. június 11-étől)                                                                                                |                                         |                                         |                                         |                                                                                        |
| Marosán György | 1949. június 11.                        | 1950. augusztus 4.                      | MDP                                     |                                                                                        |
| Kiss Árpád | 1950. augusztus 4.                      |                                         | MDP                                     |                                                                                        |
| A helyi ipar minisztere (1952. január 5-étől)                                                                                               |                                         |                                         |                                         |                                                                                        |
| Szabó János | 1952. január 5.                         |                                         | MDP                                     |                                                                                        |
| Kereskedelem- és szövetkezetügyi miniszter (1949. június 11-éig, kettéválasztották)                                                         |                                         |                                         |                                         |                                                                                        |
| Rónai Sándor |                                         | 1949. június 11.                        | MDP                                     |                                                                                        |
| Külkereskedelmi miniszter (1949. június 11-étől)                                                                                            |                                         |                                         |                                         |                                                                                        |
| Rónai Sándor | 1949. június 11.                        | 1950. május 8.                          | MDP                                     |                                                                                        |
| Gerő Ernő | 1950. május 9.                          | 1950. május 30.                         | MDP                                     | államminiszterként, ideiglenesen                                                       |
| Szobek András | 1950. május 30.                         |                                         | MDP                                     |                                                                                        |
| Belkereskedelmi miniszter (1949. június 11-étől)                                                                                            |                                         |                                         |                                         |                                                                                        |
| Bognár József | 1949. június 11.                        |                                         | FKGP / pártonkívüli                     | pártja időközben megszűnt                                                              |
| Élelmezési miniszter (1950. december 16. – 1952. január 5., kettéválasztották)                                                              |                                         |                                         |                                         |                                                                                        |
| Nagy Imre | 1950. december 16.                      | 1952. január 5.                         | MDP                                     |                                                                                        |
| Begyűjtési miniszter (1952. január 5-étől)                                                                                                  |                                         |                                         |                                         |                                                                                        |
| Nagy Imre | 1952. január 5.                         |                                         | MDP                                     |                                                                                        |
| Élelmiszeripari miniszter (1952. január 5-étől)                                                                                             |                                         |                                         |                                         |                                                                                        |
| Altomáré Iván | 1952. január 5.                         |                                         | MDP                                     |                                                                                        |
| Közlekedésügyi miniszter (1949. június 11-éig és 1952. január 5-étől)                                                                       |                                         |                                         |                                         |                                                                                        |
| Gerő Ernő |                                         | 1949. február 18.                       | MDP                                     |                                                                                        |
| Bebrits Lajos | 1949. február 18.                       | 1949. június 11.                        | MDP                                     |                                                                                        |
| Bebrits Lajos | 1952. január 5.                         |                                         | MDP                                     |                                                                                        |
| Közlekedés- és postaügyi miniszter (1949. június 11-étől 1952. január 5-éig)                                                                |                                         |                                         |                                         |                                                                                        |
| Bebrits Lajos | 1949. június 11.                        | 1952. január 5.                         | MDP                                     |                                                                                        |
| Postaügyi miniszter (1952. január 5-étől)                                                                                                   |                                         |                                         |                                         |                                                                                        |
| Katona Antal | 1952. január 5.                         |                                         | MDP                                     |                                                                                        |
| Külügyminiszter |                                         |                                         |                                         |                                                                                        |
| Rajk László |                                         | 1949. június 11.                        | MDP                                     | 1949. május 20-án koholt vádak alapján letartóztatták, onnantól leváltásáig ideiglenes |
| Kállai Gyula | 1949. június 11.                        | 1951. május 12.                         | MDP                                     |                                                                                        |
| Kiss Károly | 1951. május 12.                         |                                         | MDP                                     |                                                                                        |
| Népjóléti miniszter (1950. december 16-áig) Egészségügyi miniszter (1950. december 16-ától)                                                 |                                         |                                         |                                         |                                                                                        |
| Olt Károly |                                         | 1949. június 11.                        | MDP                                     |                                                                                        |
| Ratkó Anna | 1949. június 11.                        |                                         | MDP                                     |                                                                                        |
| Pénzügyminiszter |                                         |                                         |                                         |                                                                                        |
| Gerő Ernő | 1948. december 10.                      | 1949. június 11.                        | MDP                                     | 1949. február 18-áig közlekedésügyi miniszterként, ideiglenesen                        |
| Kossa István | 1949. június 11.                        | 1950. február 25.                       | MDP                                     |                                                                                        |
| Olt Károly | 1950. február 25.                       |                                         | MDP                                     |                                                                                        |
| Vallás- és közoktatásügyi miniszter (1951. május 19-éig)                                                                                    |                                         |                                         |                                         |                                                                                        |
| Ortutay Gyula |                                         | 1950. február 25.                       | FKGP/pártonkívüli                       | pártja időközben megszűnt                                                              |
| Darvas József | 1950. február 25.                       | 1951. május 19.                         | pártonkívüli                            |                                                                                        |
| Közoktatásügyi miniszter (1951. május 19-étől)                                                                                              |                                         |                                         |                                         |                                                                                        |
| Darvas József | 1951. május 19.                         |                                         | pártonkívüli                            |                                                                                        |
| Népművelési miniszter (1949. június 11-étől)                                                                                                |                                         |                                         |                                         |                                                                                        |
| Révai József | 1949. június 11.                        |                                         | MDP                                     |                                                                                        |

## A minisztériumi átszervezések áttekintése
A Dobi-kormány működése alatt a minisztériumok száma az eredeti 12-ről három átszervezést követően 23-ra nőtt. Számos minisztériumot kettő vagy több részre osztottak, illetve néhánynak az elnevezését változtatták meg, jórészt szovjet mintára. Az első, a minisztériumok számának növelésével járó átszervezés az 1949-es országgyűlési választás után 1949. június 11-én, a második 1950. december 16-án, míg a harmadik 1952. január 5-én lépett életbe, amikor a minisztériumok száma rendre hárommal, kettővel, majd hattal nőtt.
Az alábbi táblázat diagramszerűen mutatja be a változásokat, az egyes oszlopok szélessége arányos az átszervezések között eltelt idővel.
| 1949. VI. 11-éig                              | 1949. VI. 11. – 1950. XII. 16.         | 1950. XII. 16. – 1951. V. 19.          | 1951. V. 19. – 1952. I. 5.            | 1952. I. 5. – 1952. VI. 6.                   | 1952. VI. 6-ától                         |
| --------------------------------------------- | -------------------------------------- | -------------------------------------- | ------------------------------------- | -------------------------------------------- | ---------------------------------------- |
| Belügyminisztérium                            |                                        |                                        |                                       |                                              |                                          |
| Építés- és Közmunkaügyi Minisztérium          | Építésügyi Minisztérium                | Építésügyi Minisztérium                | Építésügyi Minisztérium               | Építésügyi Minisztérium                      | Építésügyi Minisztérium                  |
| Építés- és Közmunkaügyi Minisztérium          | Építésügyi Minisztérium                | Építésügyi Minisztérium                | Építésügyi Minisztérium               | Építőanyag-ipari Minisztérium                |                                          |
| Földművelésügyi Minisztérium                  | Földművelésügyi Minisztérium           | Földművelésügyi Minisztérium           | Földművelésügyi Minisztérium          | Földművelésügyi Minisztérium                 | Földművelésügyi Minisztérium             |
| Földművelésügyi Minisztérium                  | Földművelésügyi Minisztérium           | Földművelésügyi Minisztérium           | Földművelésügyi Minisztérium          | Állami Mező- és Erdőgazdaságok Minisztériuma | Állami Gazdaságok és Erdők Minisztériuma |
| Honvédelmi Minisztérium                       |                                        |                                        |                                       |                                              |                                          |
| Igazságügyminisztérium                        |                                        |                                        |                                       |                                              |                                          |
| Iparügyi Minisztérium                         | Nehézipari Minisztérium                | Bánya- és Energiaügyi Minisztérium     | Bánya- és Energiaügyi Minisztérium    | Bánya- és Energiaügyi Minisztérium           | Bánya- és Energiaügyi Minisztérium       |
| Iparügyi Minisztérium                         | Nehézipari Minisztérium                | Kohó- és Gépipari Minisztérium         | Kohó- és Gépipari Minisztérium        | Kohó- és Gépipari Minisztérium               | Kohó- és Gépipari Minisztérium           |
| Iparügyi Minisztérium                         | Nehézipari Minisztérium                | Kohó- és Gépipari Minisztérium         | Kohó- és Gépipari Minisztérium        | Középgépipari Minisztérium                   |                                          |
| Iparügyi Minisztérium                         | Könnyűipari Minisztérium               | Könnyűipari Minisztérium               | Könnyűipari Minisztérium              | Könnyűipari Minisztérium                     | Könnyűipari Minisztérium                 |
| Iparügyi Minisztérium                         | Könnyűipari Minisztérium               | Könnyűipari Minisztérium               | Könnyűipari Minisztérium              | Helyi Ipar Minisztériuma                     |                                          |
| Iparügyi Minisztérium                         | Könnyűipari Minisztérium               | Élelmezési Minisztérium                | Élelmezési Minisztérium               | Élelmiszeripari Minisztérium                 | Élelmiszeripari Minisztérium             |
| Kereskedelem- és Szövetkezetügyi Minisztérium | Belkereskedelmi Minisztérium           | Élelmezési Minisztérium                | Élelmezési Minisztérium               | Begyűjtési Minisztérium                      | Begyűjtési Minisztérium                  |
| Kereskedelem- és Szövetkezetügyi Minisztérium | Belkereskedelmi Minisztérium           | Belkereskedelmi Minisztérium           |                                       |                                              |                                          |
| Kereskedelem- és Szövetkezetügyi Minisztérium | Külkereskedelmi Minisztérium           |                                        |                                       |                                              |                                          |
| Közlekedésügyi Minisztérium                   | Közlekedés- és Postaügyi Minisztérium  | Közlekedés- és Postaügyi Minisztérium  | Közlekedés- és Postaügyi Minisztérium | Közlekedésügyi Minisztérium                  | Közlekedésügyi Minisztérium              |
| Közlekedésügyi Minisztérium                   | Közlekedés- és Postaügyi Minisztérium  | Közlekedés- és Postaügyi Minisztérium  | Közlekedés- és Postaügyi Minisztérium | Postaügyi Minisztérium                       |                                          |
| Külügyminisztérium                            |                                        |                                        |                                       |                                              |                                          |
| Népjóléti Minisztérium                        | Népjóléti Minisztérium                 | Egészségügyi Minisztérium              | Egészségügyi Minisztérium             | Egészségügyi Minisztérium                    | Egészségügyi Minisztérium                |
| Pénzügyminisztérium                           |                                        |                                        |                                       |                                              |                                          |
| Vallás- és Közoktatásügyi Minisztérium        | Vallás- és Közoktatásügyi Minisztérium | Vallás- és Közoktatásügyi Minisztérium | Közoktatásügyi Minisztérium           | Közoktatásügyi Minisztérium                  | Közoktatásügyi Minisztérium              |
| Vallás- és Közoktatásügyi Minisztérium        | Népművelési Minisztérium               |                                        |                                       |                                              |                                          |

1. ↑  a középgépipar kifejezés a hadiipar fedőneve volt szovjet mintára
2. ↑  a vallási ügyek az újonnan létrehozott Állami Egyházügyi Hivatalhoz kerültek